# Old Spanish Trail

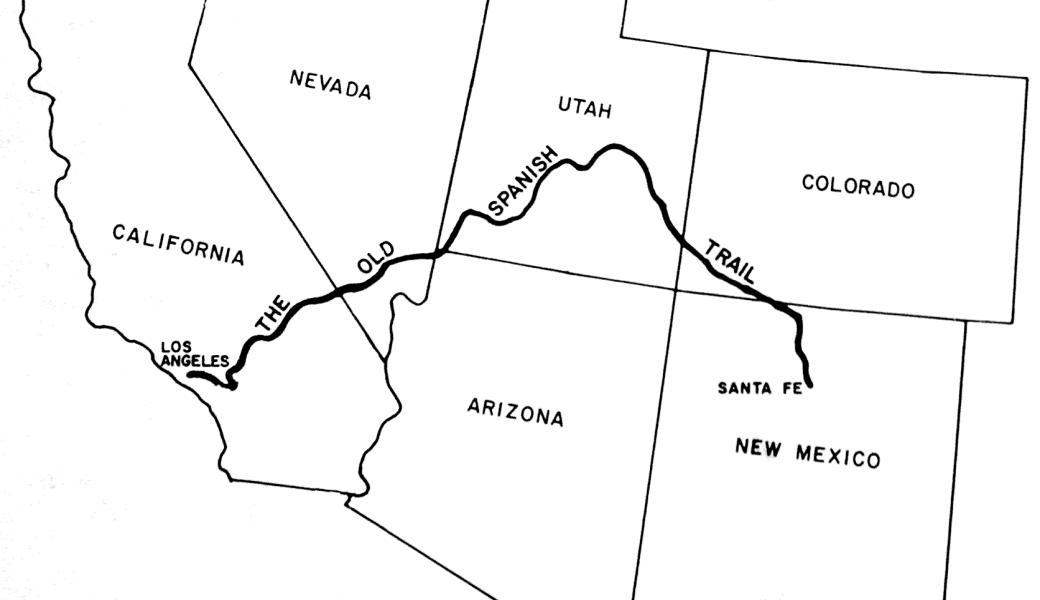
La storica rotta dell'Old Spanish Trail

L'Old Spanish Trail è una storica rotta commerciale che collegava Santa Fe a nord del Nuovo Messico con Los Angeles in California. Lungo circa 2000 km, si snodava attraverso regioni di alta montagna, deserti e profondi canyon.
Tracciato dai viaggiatori europei intorno al 1776, la pista fu molto utilizzata dal 1829 fino intorno al 1885. Il termine Spanish è improprio e venne usato nel 1821, quando le terre attraversate dalla pista appartenevano al Messico: infatti, durante la colonizzazione spagnola, non veniva incoraggiato il commercio tra le province ed era improbabile che ci fossero contatti tra Californiani e gli abitanti del Nuovo Messico. È probabile che questa rotta sia stata tracciata sopra sentieri usati dai Nativi Americani, da cacciatori e da mercanti messicani.